# Ордовикско-силурийское вымирание
Ордовикско-силурийское вымирание (англ. Ordovician extinction — «ордовикское вымирание») — массовое вымирание на границе ордовикского и силурийского периодов, около 445 миллионов лет назад. Третье по процентной части вымерших родов из пяти сильнейших вымираний в истории Земли и второе — по потерям в количестве живых организмов.
В период между 450 и 440 млн лет назад, с промежутком в 1 млн лет, произошли два всплеска вымирания.
Для морских организмов это вымирание второе по величине, оно уступает только пермскому вымиранию. В то время вся известная жизнь обитала в морях и океанах. Погибло более 60% морских беспозвоночных (по новейшим данным — 85 % видов морских животных), включая две трети всех семейств брахиопод и мшанок.
Особенно пострадали брахиоподы, двустворчатые моллюски, иглокожие, мшанки и кораллы. Причиной вымирания, как представляется, явилось движение Гондваны к области южного полюса.
Это привело к глобальному похолоданию, оледенению и последовавшему за ним падению уровня мирового океана. Отступление границы океана разрушило или повредило места обитания вдоль континентального побережья.
Признаки оледенения были найдены в отложениях в пустыне Сахара. Комбинация низкого уровня мирового океана, похолодания и образования ледников, вероятно, и послужила причиной ордовикского вымирания.
По другим данным причиной вымирания стал гамма-лучевой удар по Земле вследствие взрыва гиперновой звезды, расположенной на опасном расстоянии от Солнечной системы.

## История
Вымирание произошло примерно 443,7 млн лет назад, на протяжении одного из самых
значительных событий биоразнообразия
в истории Земли.
Оно отмечает границу между ордовикским и следующим силурийским периодом. Во время ордовикского вымирания наблюдается несколько значительных изменений соотношения изотопов углерода и кислорода в биологических образцах. Это может указывать на несколько различных близко расположенных событий или отдельных фаз в рамках одного события.
В это время большинство сложных многоклеточных организмов обитало в море. Вымирает около 100 морских семейств, включавших примерно 49% от всех родов животного мира (более надежная оценка по сравнению с количеством видов).
Многие группы брахиопод и мшанок были уничтожены, наряду со многими из трилобитов, семействами конодонтовых и граптолитов.
Статистические анализы потерь морских организмов для этого времени показывают, что уменьшение разнообразия в основном обусловлено резким скачком вымирания, а не уменьшением видообразования.

## Причины катастрофы
В настоящее время ордовикско-силурийское вымирание интенсивно изучается. Хронология соответствует, как представляется, началу и концу самых тяжелых ледниковых периодов фанерозоя, которые ознаменовались в конце длительным похолоданием в хирнантском веке (верхний ордовик). Вышеуказанное пагубно сказалось на фауне конца ордовика, для которого был характерен типично парниковый климат.
Этому предшествует падение содержания в атмосфере углекислого газа, которое избирательно коснулось живущих в мелководных морях организмов. Так, на суперконтиненте Гондвана, дрейфовавшем в районе Южного полюса, формируется ледяная шапка. Слои были обнаружены в горных породах, соответствующих концу ордовика в Южной Африке, а затем и в северо-восточной части Южной Америки, которая находилась в то время также в области Южного полюса. Ледники удерживали воду, в межледниковый период — высвобождали, по этой причине уровень мирового океана существенно колебался несколько раз. Обширные мелководные внутриконтинентальные моря ордовика поднимались, разрушая биологические ниши, затем снова возвращались к прежнему состоянию, при этом происходило уменьшение популяций, часто с исчезновением целых семейств организмов. С каждым следующим периодом оледенения утрачивалось биологическое разнообразие (Emiliani 1992 стр. 491). По результатам исследования Северо-Африканских отложений Жюльен Моро сообщает о 5 эпизодах оледенения по результатам сейсмических исследований.
Сдвиги в глубоководных формациях при переходе из низких широт, характеризуемых парниковыми условиями, в высокие широты, для которых характерно льдообразование, сопровождались увеличением глубоководных океанских течений и насыщением придонной воды кислородом.
Новая фауна непродолжительное время процветает, до возвращения к бескислородным условиям. Без океанских течений фауна начинает извлекать питательные вещества из глубинных вод.
Выживают лишь виды, справляющиеся с постоянно изменяющимися условиями. Они заполняют освободившиеся экологические ниши.
Согласно гипотезе ордовикского метеоритного события, глобальное похолодание было вызвано тем, что 467–466 млн лет назад  Земля попала в шлейф космической пыли, образовавшейся от разрушения в зоне главного пояса астероида типа L-хондрит диаметром примерно 150 км.
В хирнантском веке концентрация кислорода и в водах Мирового океана, и в атмосфере упала практически до нуля.
| Докембрий | Фанерозой | Фанерозой | Фанерозой | Фанерозой | Фанерозой | Фанерозой | Фанерозой | Фанерозой | Фанерозой | Фанерозой | Фанерозой | Фанерозой | Эон       |
| Докембрий | Палеозой  | Палеозой  | Палеозой  | Палеозой  | Палеозой  | Палеозой  | Мезозой   | Мезозой   | Мезозой   | Кайнозой  | Кайнозой  | Кайнозой  | Эра       |
| --------- | --------- | --------- | --------- | --------- | --------- | --------- | --------- | --------- | --------- | --------- | --------- | --------- | --------- |
| Докембрий | Кембрий   | Ордо вик  | Сил ур    | Девон     | Карбон    | Пермь     | Триас     | Юра       | Мел       | Палео ген | Нео ген   |           | П-д       |
| 4567      | 538,8     | 486,85    | 443,1     | 419,62    | 358,86    | 298,9     | 251,902   | 201,4     | 143,1     | 66,0      | 23,04     |           | млн лет ← |
| 4567      | 538,8     | 486,85    | 443,1     | 419,62    | 358,86    | 298,9     | 251,902   | 201,4     | 143,1     | 66,0      | 23,04     | 2,58      |           |

### Гипотеза вспышки гамма-излучения
Этой теории придерживается в настоящий момент небольшое количество учёных. Предполагается, что причиной начала вымирания является вспышка гамма-излучения от гиперновой, находящейся в шести тысячах световых лет от Земли (в ближнем по отношению к Земле рукаве галактики Млечного пути). Десятисекундная вспышка уменьшила озоновый слой атмосферы Земли примерно наполовину, подвергнув живущие на поверхности организмы, включая отвечающие за планетарный фотосинтез, сильному ультрафиолетовому облучению. 
Однако не найдено однозначных доказательств того, что рядом происходили подобные гамма-вспышки.

### Вулканизм и эрозия
Главная роль отводится, согласно недавним исследованиям, изменениям уровня углекислого газа. 
В позднем ордовике газовыделение из основных вулканов было сбалансировано сильной эрозией поднимающихся Аппалач, которые изолировали CO2. В хирнантском ярусе проявления вулканизма прекращаются, и продолжение эрозии могло являться причиной быстрого и значительного сокращения количества CO2. Эти события совпадают с быстрым и коротким периодом оледенения. В ордовикских отложениях выявлены три пика накопления ртути: в породах катийского (карадокского) яруса, на границе слоёв катийского (карадокского) и хирнантского (ашгильского) ярусов, в период хирнантского максимума оледенения.